# واله د سن خوزه
واله د سن خوزه (انگلیسی: Valle de San José) نام یک منطقه مسکونی در کلمبیا است.